# Гранична комендатура
Гранична комендатура се създава като общовойсково гранично подразделение и се разкрива в райони, където са затруднени непосредственото ръководство и управление на граничните застави от граничния отряд. Обикновено в състава на комендатурата влизат няколко гранични застави, резерв и обслужващи подразделения.